# Грб Вукосавља
Грб Вукосавља је званични грб српске општине Вукосавље. Грб је усвојен 20. априла 2006. године.
Симбол општине има изглед правог средњовјековног штита са садржајним елементима, који подсјећају на амблеме општина из комунистичког периода.

## Опис грба
Грб Вукосавља приказује планину Вучијак, поља, слапове и Добор кулу. Застава је црвена са грбом у средини.